# Bob Dadae
Sir Robert Dadae, dit Bob Dadae, né le 8 mars 1961 à Dawot dans l'actuelle province de Morobe, est un homme d'État papouan-néo-guinéen. Il est gouverneur général du pays depuis le 28 février 2017.

## Biographie

### Jeunesse
Il naît dans le territoire de Papouasie-Nouvelle-Guinée, qui est alors une colonie australienne. Son père est un enseignant évangélique. Sa mère est élevée par un couple de missionnaires. Robert est le sixième d'une famille de dix enfants, dont deux meurent en bas âge. Il est élevé dans la foi luthérienne. Souvent premier de la classe lors de sa scolarité, il est le seul de sa fratrie à accéder à l'université.

### Formation
Titulaire d'une licence en études commerciales de l'université de Papouasie-Nouvelle-Guinée en 1988, il obtient un master en administration d'entreprises à l'université Griffith en Australie en 1995. Il exerce le métier de comptable pour l'Église luthérienne évangélique de Papouasie-Nouvelle-Guinée, dont il est membre.

### Carrière politique
Après une tentative infructueuse en 1997, il est élu député de sa circonscription natale de Kabwum (dans la province de Morobe) au Parlement lors des élections législatives de 2002, puis est réélu en 2007 et en 2012. Il est membre initialement du Parti unifié, avant de rejoindre le parti du Congrès national populaire.
Élu vice-président du Parlement le 30 juin 2004, il est nommé ministre de la Défense dans le gouvernement du Premier ministre Sir Michael Somare le 29 août 2007, et conserve ce poste jusqu'à la destitution du gouvernement Somare par le Parlement le 2 août 2011.
Le 1er février 2017, il est élu gouverneur général de Papouasie-Nouvelle-Guinée, recueillant au second tour les suffrages de cinquante-cinq députés face à l'ancien commandant des forces armées Ted Diro,. Il entre en fonction le 28 février, succédant à Sir Michael Ogio, mort dix jours auparavant. Il est fait chevalier de l'ordre de Saint-Michel et Saint-Georges le 5 mai.
Il est réélu gouverneur général par le Parlement le 19 janvier 2023, son second mandat commençant formellement le 15 mars. À cette fonction, en mai 2023 il mène la délégation papou-néo-guinéenne à la cérémonie de couronnement de Charles III, roi de Papouasie-Nouvelle-Guinée, du Royaume-Uni et des autres royaumes du Commonwealth. Le ministre des Affaires étrangères Justin Tkatchenko représente le Premier ministre James Marape, qui doit rester en Papouasie-Nouvelle-Guinée pour préparer la visite au pays du Premier ministre indien Narendra Modi et du président des États-Unis Joe Biden,.

## Titulature
En qualité de gouverneur général, Sir Bob Dadae est chancelier de l'ordre de Logohu, et porte ainsi le titre de grand chef. Sa titulature complète à ce poste est : grand chef Sir Robert Bofeng Dadae GCL, GCMG, KStJ.